# Vriezenveen

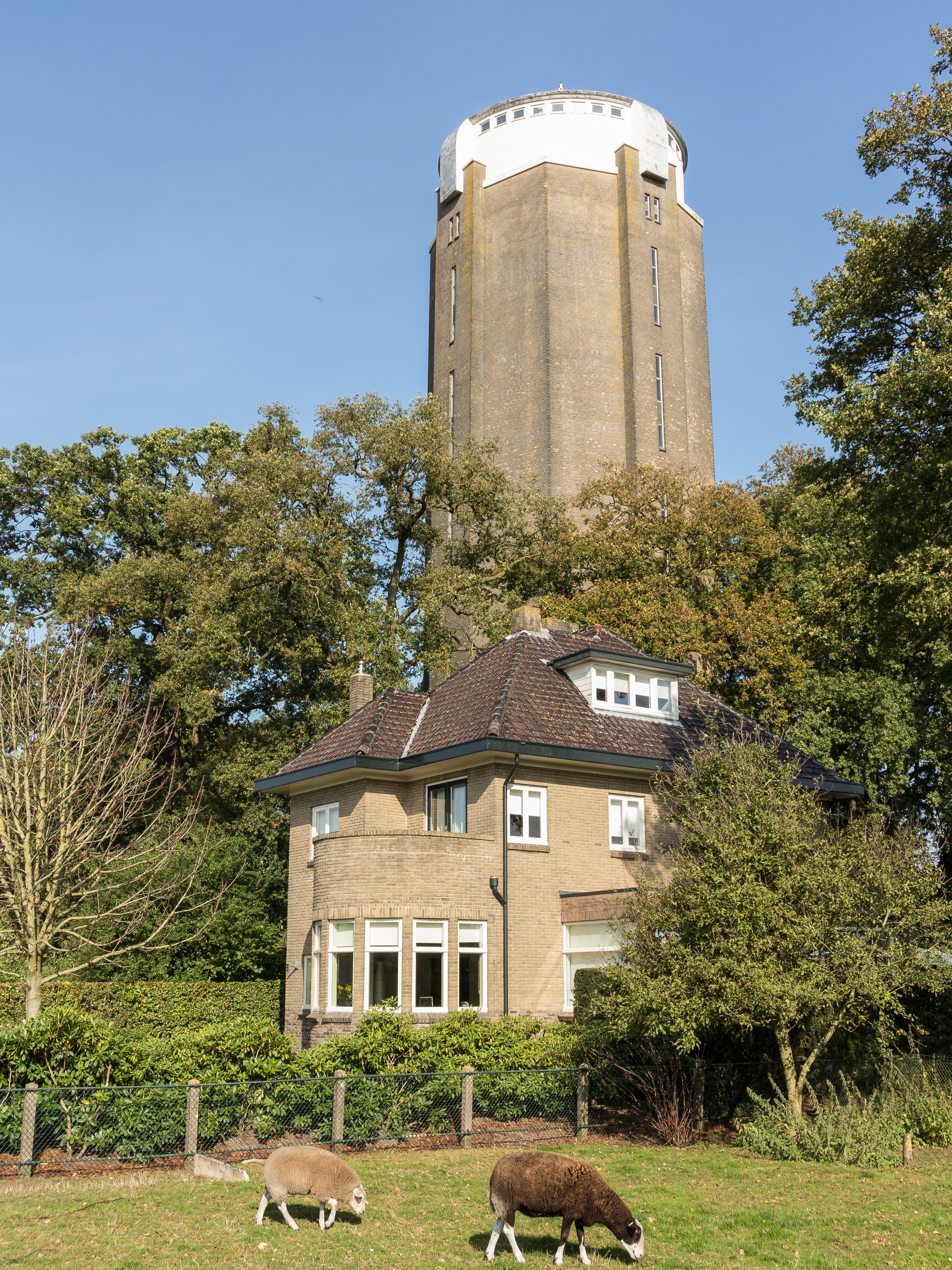
Vriezenveen: la Watertoren

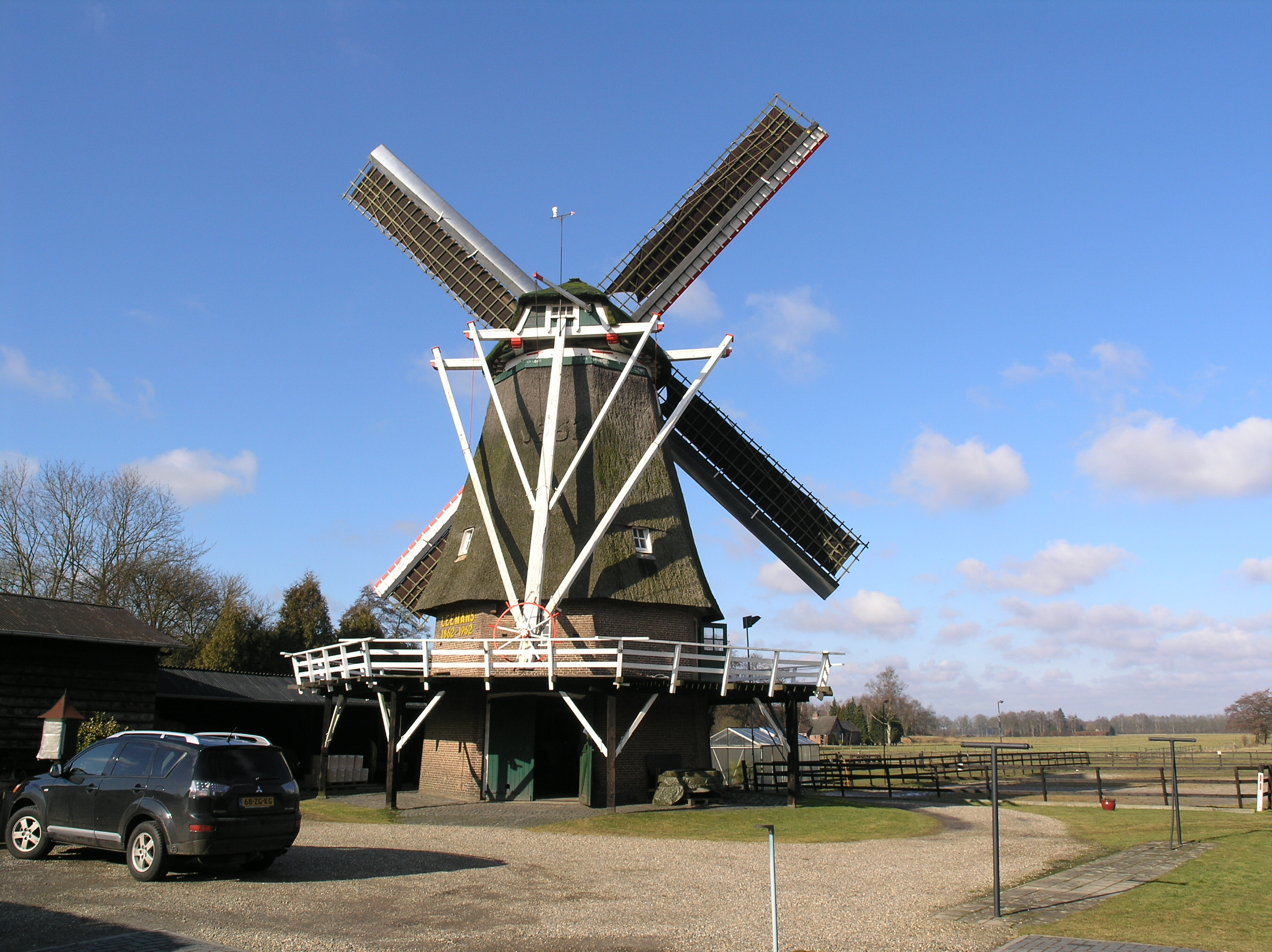
Vriezenveen: il Leemansmolen

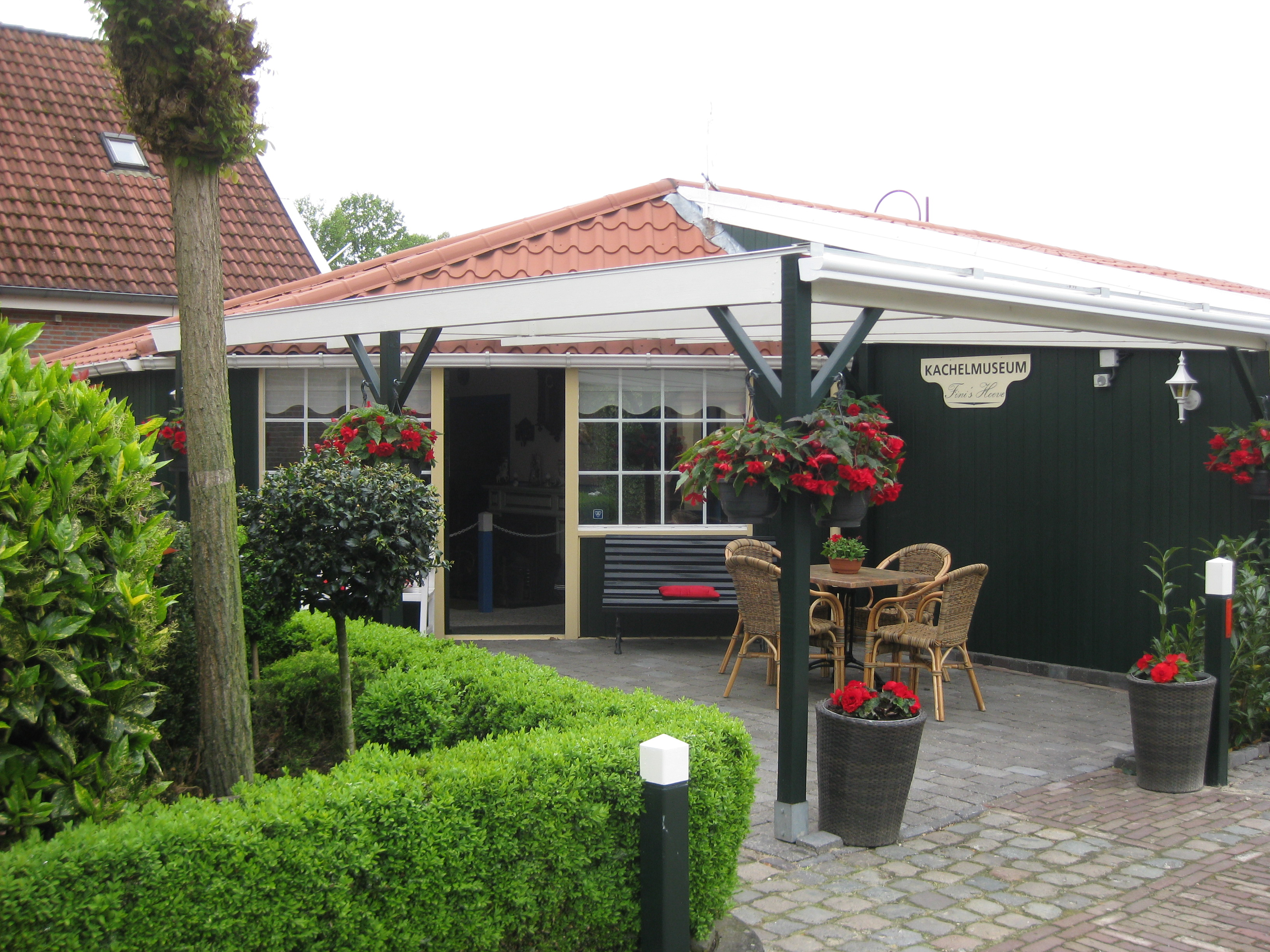
Vriezenveen: il Kachelmuseum ("Museo della stufa")

Vriezenveen  (in basso sassone: ('t) Vjenne o Vreeznven o Vreeinvenne) è una località di circa 14.000 abitanti del centro-est dei Paesi Bassi, facente parte della provincia dell'Overijssel e situata nella regione della Twente. Dal punto amministrativo, si tratta di un ex-comune , incluso dal 2001 nella municipalità di Twenterand, di cui è il capoluogo.

## Geografia fisica
Vriezenveen si trova nella parte centrale/centro-orientale della provincia dell'Overijssel, a circa 9 km a nord di Almelo.
Il villaggio è situato nei pressi di un'area naturale nota come Engbertsdijksvenen.

## Origini del nome
Il toponimo Vriezenveen, attestato anticamente anche come Vresenveen (1395-1396), Vrezevene (1413) , Vriesenveen (1840) e Friezenveen (1883) fa riferimento ad un'antica colonia frisone su una zona di torbiere (veen).

## Storia
La località è menzionata per la prima volta nel 1364, quando Evert van Ekeren, signore di Almelo, scrisse una lettera ai liberi Frisoni, in cui concedeva loro la possibilità di colonizzare l'area
Nel XV secolo, Vriezenveen era costituita da una quarantina di fattorie.
Nel 1665, quando il vescovo di Münster Bernhard von Galen, fece saccheggiare la Twente, Vriezenveen fu risparmiata.
Tra il 1720 e il 1917 gli abitanti di Vriezeveen intrattennero fiorenti scambi commerciali con San Pietroburgo.
Nel 1905, Vriezenveen fu devastata da un grave incendio. Tra le proprietà risparmiate dal rogo, vi fu la ditta Jansen & Tilanus, la principale fabbrica tessile del villaggio.

### Simboli
Nello stemma di Vriezenveen è raffigurato un albero di quercia.
L'origine di questo stemma è incerta: secondo una teoria, farebbe riferimento ad alcune querce giunte nella località; secondo un'altra teoria, farebbe invece riferimento ai commerci intrattenuti con la Russia .

## Monumenti e luoghi d'interesse
Vriezenveen conta 11 edifici classificati come rijksmonumenten.

### Watertoren
Un famoso edificio di Vriezenveen è la Watertoren, realizzata nel 1933.

### Leemansmolen
Altro edificio d'interesse di Vriezenveen è il Leemansmolen, un mulino a vento fatto costruire nel 1862 da Hendrik Leemans (da cui prende il nome).

### Historisch Museum Vriezenveen
A Vriezenveen ha inoltre sede lo Historisch Museum Vriezenveen, un museo dedicato alla storia della città.

### Kachelmuseum
Altro museo di Vriezenveen è il Kachelmuseum, che ospita la più grande collezione di stufe (kachels) dei Paesi Bassi.

### Twents Oorlogsmuseum '40-'45
Altro museo di Vriezenveen è il Twents Oorlogsmuseum '40-'45, un museo che ospita vari oggetti relativi alla seconda guerra mondiale nella Twente.

### Veenmuseum Vriezenveenseveld
Altro museo di Vriezenveen è il Veenmuseum, il museo della torba, inaugurato nel 1979.

## Società

### Evoluzione demografica
Al censimento del 1º gennaio 2012, Vriezenveen contava una popolazione pari a 13.880 abitanti.

## Cultura

### Eventi
- Popfestival Randrock[1]
- Twenterand Kanaalrace[1]